# کیم پاسیبل
کیم پاسیبل (به انگلیسی:Kim Possible) یک انیمیشن کمدی و اکشن آمریکایی است که توسط باب اسکولی و مارک مک کورکل برای کانال دیزنی ساخته شده‌است. شخصیت اصلی این انیمیشن یک دختر نوجوان است که وظیفه مبارزه با مجرمین را دارد. بهترین دوست او رون استپپل پسر دست و پا چلفتی با یک سمور به نام روفوس و نابغهٔ رایانه به نام وید است که به او کمک می‌کند.